# Апелясьйон
Апелясьйон (від фр. appellation d'origine — назва за місцем походження) — фонетична адаптація з французької мови, що означає юридично визнане і захищене географічне зазначення, що використовується для найменування місця вирощування винограду для вина, сиру, масла тощо, а також для географічно-брендованого маркування самих продуктів.

Це район з унікальними географічними умовами і чітко встановленою технологією виробництва із сукупністю вимог до того чи іншого сертифікованого продукту.

## Вимоги до винних апелясьйонів
Щодо винних апелясьйонів існують наступні вимоги:
- виноград для вина повинен бути вирощений і вино повинно бути вироблено на географічно обмеженій території, зі своєю сформованою екосистемою;
- при виробництві вина можуть використовуватися тільки певні для цього апелясьйона сорти винограду;
- при виробництві вина можуть застосовуватися тільки встановлені для цього апелясьйона методи культивування винограду і виноробства, що включають в себе тип ґрунтів, на яких росте виноград, вік лози, тип вина і технологію його виробництва і так далі;
- кількість врожаю з гектара виноградника не може перевищувати встановлений для цього апелясьйона максимум;
- міцність вина не може бути нижче встановленого мінімуму і вище максимуму.[1]

## Цікаві факти
1. Região Demarcada do Douro в Португалії — перший регіональний апелясьйон в світі, який утворився завдяки створенню урядової організації нагляду для регулювання торгівлі та виробництва портвейну. Одним з перших офіційних обов'язків компанії було визначення меж винного регіону Дору. Хоча межі виноробних регіонів К'янті та Токаджі були окреслені відповідно у 1716 та 1737 роках, жоден з цих регіонів «технічно» не піддавався постійному державному контролю та регламентам.[2]
2. La Romanée в Бургундії, Франція — найменший апелясьйон в світі, площі виноградників менше гектара.